# Pranles
Pranles ist eine französische Gemeinde mit 505 Einwohnern (Stand: 1. Januar 2022) im Département Ardèche in der Region Auvergne-Rhône-Alpes; sie gehört zum Arrondissement Privas und zum Kanton Privas. Die Bewohner werden Pranlines genannt.

## Geographie
Pranles liegt etwa 16 Kilometer nordwestlich von Aubenas. Umgeben wird Pranles von den Nachbargemeinden Saint-Sauveur-de-Montagut im Norden, Les Ollières-sur-Eyrieux im Nordosten, Saint-Vincent-de-Durfort im Osten, Lyas im Süden, Veyras im Südwesten, Creysseilles im Westen sowie Saint-Étienne-de-Serre im Nordwesten.

## Bevölkerungsentwicklung
| Jahr                       | 1962 | 1968 | 1975 | 1982 | 1990 | 1999 | 2006 | 2019 |
| Einwohner                  | 437  | 371  | 356  | 380  | 389  | 409  | 439  | 511  |
| Quellen: Cassini und INSEE |      |      |      |      |      |      |      |      |

## Sehenswürdigkeiten
- Kirche Notre-Dame-de-l'Assomption aus dem 12. Jahrhundert, Monument historique
- Mühle Mandy
- Haus Pierre et Marie Durand in der Ortschaft Le Bouchet-de-Pranles, Monument historique seit 1969

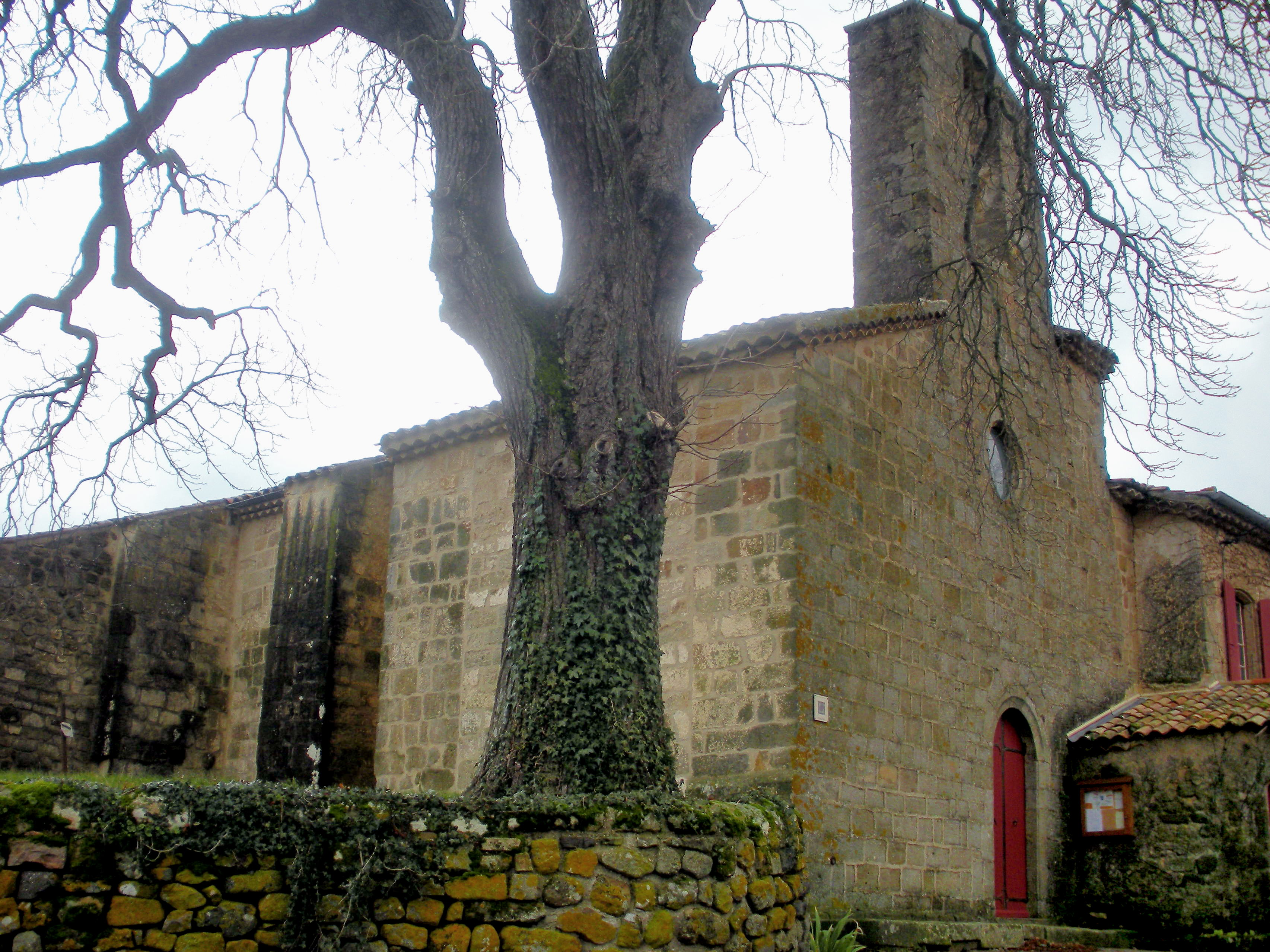
Kirche Notre-Dame-de-l'Assomption

## Persönlichkeiten
- Marie Durand (1711–1776), Widerstandskämpferin
- Emile Lombard (1875–1965), evangelischer Geistlicher und Hochschullehrer in Neuenburg und Lausanne